# Сосновка (Саратовский район)
Сосновка — село в Саратовском районе Саратовской области России. С 1 января 2022 года входит в состав городского округа Саратова.

## История
Во второй половине XVII века территория Саратовского края стала быстро заселяться. Село Сосновка в это время и зародилось. Здесь проживал когда-то барин Халозов. По его приказу были посажены сосны, которые и дали название селу. По официальной версии, встречаются в источниках — село Сосновка основано помещиком Воропаевым в середине XVIII века.
До коллективизации в селе было два общества: удельные и бобыли. Между ними проходили настоящие кулачные бои. 
На 1912 год в Сосновке действовала деревянная церковь, которая была построена в 1900 году старанием прихожан крестьян с. Сосновки и деревень Вязовки, Сафаровки, Юрловки. Были в селе плотники, сапожники, кузнецы, шорники, портные, жестянщики, угольщики. Большинство крестьян жили бедно. 
В 1907 году была построена школа первая четырёхклассная школа. В 1932 году она стала семилетней, а затем восьмилетней. В 1979 году началось строительство нового здания школы.

## Физико-географическая характеристика
Село расположено в юго-западной части Саратовского района, на территории Приволжской возвышенности. Максимальная высота над уровнем моря — 180—190 м.  Расстояние до административного центра села Михайловка — 15 км. От границы Заводского района Саратова Сосновку отделяет 25 км по автомобильной федеральной трассе А144 («Саратов—Воронеж») и 10 км по межпоселковой дороге. С областным центром село связано автодорогой с твёрдым покрытием. Налажено автобусное сообщение.   
Село Сосновка, как и вся Саратовская область, находится в часовой зоне МСК+1. Смещение применяемого времени относительно UTC составляет +4:00.

### Уличная сеть
В Сосновке расположены двенадцать улиц и один переулок. Также к населённому пункту относятся шесть территорий садовых некоммерческих товариществ и одна территория производственного объекта.

## Население
| 2002 | 2010 |
| ---- | ---- |
| 713  | ↗735 |

В деревне на 1 января 2018 года проживало 715 человек, насчитывалось 238 домовладения.

## Инфраструктура
На территории населённого пункта свою деятельность осуществляют: 
- общеобразовательная школа[9],
- детский сад «Тополёк»[10],
- дом культуры,
- библиотека, книжный фонд которой составляет 6565 экземпляров, оформлена подписка на 24 наименования периодических изданий. Пользуются учреждением 375 человек. Работает клуб «Книголюб»[11];
- фельдшерско-акушерский пункт[12].

В селе работают два предприятия розничной торговли, одно почтовое отделение.
Село газифицировано полностью, ко всем домохозяйствам подведён газопровод. Имеется центральное водоснабжение, одна котельная, использующая газ как вид топлива, две водонапорные башни. В Сосновке 100 абонентов пользуются стационарным телефоном.

## Достопримечательности
- На территории села установлен памятник погибшим землякам в годы Великой Отечественной войны.
- Мемориальная доска на здании школы в память о Герое Хохлачёве В.Ф.
- В 5 км от Сосновки в районе деревни Злобовка располагается Злобовский лес — декоративный питомник (ныне ботанический заказник). В лесу произрастает более 50 видов экзотических деревьев и кустарников из Северной Америки, Европы, Кавказа, Крыма и других регионов мира[13].
- Размещается питомник «Dog Winter», в котором вот уже несколько лет разводят собак породы сибирской хаски[14].

## Транспорт
В Сосновку можно добраться на маршруте общественного транспорта №383 со Стадиона «Волга», ежедневно организовано до четырёх рейсов.

## Люди, связанные с селом
В селе родились:
- Василий Фёдорович Хохлачёв (1918-1983) — Герой Советского Союза.
- Александр Викторович Палагин (1957-1981) — гвардии старший лейтенант, командир взвода. Погиб при исполнении воинского долга в Афганской войне.

## Фотогалерея
- Виды села
- Медицинский пункт
- Сельский Дом культуры
- Улица Центральная
- Сельская школа
- Лес у села

- Память и гордость села
- Мемориал Победы
- Мир Хаски